# オークマ
オークマ株式会社（英: Okuma Corporation）は、愛知県丹羽郡大口町下小口に本社を持つ大手工作機械メーカー。日経平均株価の構成銘柄の一つ。
ヤマザキマザック、DMG森精機、ジェイテクトと共に日系四大工作機械メーカーの1つ。

## 概要
警察官だった大隈栄一が、義父の作った製麺機に影響され、転職後の1898年（明治31年）に創業した。創業当初は製麺機械の製造・販売を行っていた。工作機械の製造を始めたのは1904年（明治37年）のことである。

## 沿革
- 1898年（明治31年）1月 - 大隈麺機商会として個人創業[1]。
- 1916年（大正5年）5月 - 大隈鐵工所に商号を変更[1]。
- 1918年（大正7年）7月15日 - 株式会社に組織変更し株式會社大隈鐵工所となる[1]。
- 1949年（昭和24年）5月 - 東京・大阪・名古屋の各証券取引所に株式を上場[1]。
- 1991年（平成3年）4月 - オークマ株式会社に商号を変更[1]。
- 1993年（平成5年）9月 - 株式会社日本精機商会を子会社化[1]。
- 2003年（平成15年）3月 - 大阪証券取引所への上場廃止[1]。
- 2005年（平成17年）10月1日 - 持株会社制へ移行しオークマホールディングス株式会社に商号を変更[1]。
- 2006年（平成18年）7月1日 - 再びオークマ株式会社へ商号を変更[1]。持株会社制移行の際に新設分割していたオークマ株式会社と大隈豊和機械株式会社、大隈エンジニアリング株式会社の3社を吸収合併[1]。
- 2016年（平成28年）11月17日 - 3Dプリンター搭載の工作機械を発売し、受注を開始[4]。
- 2017年（平成29年）
  - 5月9日 - 本社にスマート工場「ドリームサイト2」を竣工[5]。
  - 5月16日 - 日立製作所と生産現場の「スマート化」の研究開発で連携すると発表[6]。

## 主要製品
- 旋盤
- マシニングセンタ
- 複合加工機
- 研削盤
- CNC装置 OSP

## 事業所
- 本社・本社工場（愛知県丹羽郡大口町）
- 可児工場（岐阜県可児市）
- 江南工場（愛知県江南市）
- 群馬工場（群馬県太田市）
- 東日本支店（埼玉県上尾市）
- 名古屋支店（愛知県丹羽郡大口町）
- 大阪支店（大阪府吹田市）
- 全国各地の事業所
  - 山形、仙台、郡山、新潟、大田、日立、東京、西関東、三島、浜松、安城、長野、金沢、京滋、明石、福山、広島、高松、九州

## 関係会社

### 日本
- 株式会社日本精機商会
- オークマ興産株式会社
- 株式会社大隈技研
- オークマスチールテクノ株式会社
- 愛岐協商株式会社
- 旭精機工業株式会社

### 海外
- Okuma America Corporation
- Okuma Europe GmbH
- Okuma Latin America Ltda
- 北一大隈（北京）机床有限公司
- 大同大隈股份有限公司
- Okuma Australia Pty.Ltd.
- Okuma Techno Thailand Ltd.
- 大隈機械（上海）有限公司

## その他
- 組込み装置向きプログラミング言語である、「EBIFRY」言語を開発している。
- 2021年（令和3年）8月4日、大口町とネーミングライツ契約を締結。大口町温水プールをオークマ温水プール、大口町総合運動場をオークマグラウンドとそれぞれ命名した[7]。愛称の使用期間は、2021年10月1日から2026年9月30日まで。